# U-648 (tàu ngầm Đức)
U-648 là một tàu ngầm tấn công  Lớp Type VII thuộc phân lớp Type VIIC được Hải quân Đức Quốc Xã chế tạo trong Chiến tranh Thế giới thứ hai. Nhập biên chế năm 1942, nó đã thực hiện được ba chuyến tuần tra và không đánh chìm được mục tiêu nào. U-648 mất tích trong chuyến tuần tra cuối cùng từ ngày 22 tháng 11, 1943 mà không rõ nguyên nhân.

## Thiết kế và chế tạo

### Thiết kế

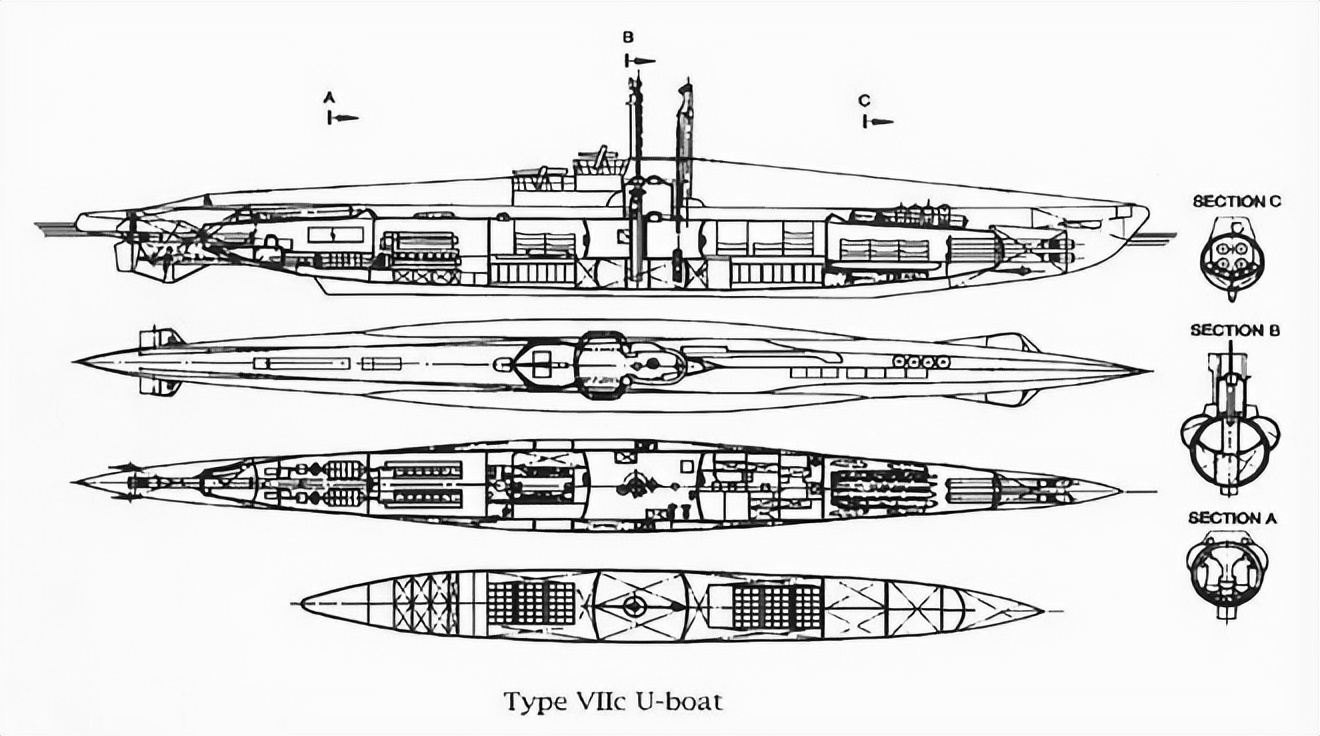
Sơ đồ các mặt cắt một tàu ngầm Type VIIC

Phân lớp VIIC của Tàu ngầm Type VII là một phiên bản VIIB được kéo dài thêm. Chúng có trọng lượng choán nước 769 t (757 tấn Anh) khi nổi và 871 t (857 tấn Anh) khi lặn). Con tàu có chiều dài chung 67,10 m (220 ft 2 in), lớp vỏ trong chịu áp lực dài 50,50 m (165 ft 8 in), mạn tàu rộng 6,20 m (20 ft 4 in), chiều cao 9,60 m (31 ft 6 in) và mớn nước 4,74 m (15 ft 7 in).
Chúng trang bị hai động cơ diesel Germaniawerft F46 siêu tăng áp 6-xy lanh 4 thì, tổng công suất 2.800–3.200 PS (2.100–2.400 kW; 2.800–3.200 bhp), dẫn động hai trục chân vịt đường kính 1,23 m (4,0 ft), cho phép đạt tốc độ tối đa 17,7 kn (32,8 km/h), và tầm hoạt động tối đa 8.500 nmi (15.700 km) khi đi tốc độ đường trường 10 kn (19 km/h). Khi đi ngầm dưới nước, chúng sử dụng hai động cơ/máy phát điện Garbe, Lahmeyer & Co. RP 137/c  tổng công suất 750 PS (550 kW; 740 shp). Tốc độ tối đa khi lặn là 7,6 kn (14,1 km/h), và tầm hoạt động 80 nmi (150 km) ở tốc độ 4 kn (7,4 km/h). Con tàu có khả năng lặn sâu đến 230 m (750 ft).
Vũ khí trang bị có năm ống phóng ngư lôi 53,3 cm (21 in), bao gồm bốn ống trước mũi và một ống phía đuôi, và mang theo tổng cộng 14 quả ngư lôi, hoặc tối đa 22 quả thủy lôi TMA, hoặc 33 quả TMB. Tàu ngầm Type VIIC bố trí một hải pháo 8,8 cm SK C/35 cùng một pháo phòng không 2 cm (0,79 in) trên boong tàu. Thủy thủ đoàn bao gồm 4 sĩ quan và 40-56 thủy thủ.

### Chế tạo
U-648 được đặt hàng vào ngày 10 tháng 4, 1941, và được đặt lườn tại xưởng tàu của hãng Blohm & Voss ở Hamburg vào ngày 24 tháng 12, 1941. Nó được hạ thủy vào ngày 16 tháng 9, 1942, và nhập biên chế cùng Hải quân Đức Quốc Xã vào ngày 12 tháng 11, 1942 dưới quyền chỉ huy của Hạm trưởng, Trung úy Hải quân Peter-Arthur Stahl.

## Lịch sử hoạt động
Sau khi hoàn tất việc huấn luyện trong thành phần Chi hạm đội U-boat 5, U-648 được điều sang Chi hạm đội U-boat 6 từ ngày 1 tháng 5, 1943 để hoạt động trên tuyến đầu cho đến khi bị mất.

### Chuyến tuần tra thứ nhất
U-648 khởi hành từ cảng Kiel, Đức vào ngày 3 tháng 4, 1943 cho chuyến tuần tra đầu tiên trong chiến tranh. Nó đã tiến ra Bắc Hải, rồi băng qua khe GI-UK giữa Iceland và quần đảo Faroe để vòng qua quần đảo Anh và hoạt động ở vùng biển Bắc Đại Tây Dương về phía Nam Greenland.
Khi kết thúc chuyến tuần tra và trên đường hướng về vùng bờ biển Đại Tây Dương của Pháp, lúc 11 giờ 40 phút ngày 16 tháng 5, chiếc U-boat bị một máy bay ném bom Armstrong Whitworth Whitley thuộc Liên đội 10 Không quân Hoàng gia Anh (RAF) thả bốn quả mìn sâu tấn công trong vịnh Biscay. Đến 14 giờ 55 phút, một máy bay ném bom B-24 Liberator thuộc Liên đội 224 RAF tiếp tục thả mười quả mìn sâu tấn công; cả hai đợt tấn công đều không gây hư hại gì cho chiếc tàu ngầm. Sang ngày hôm sau 17 tháng 5, một chiếc Whitley khác thuộc Liên đội 10 RAF lại thả bốn quả mìn sâu tấn công, nhưng nó bị hỏa lực phòng không của chiếc tàu ngầm bắn rơi. U-648 về đến căn cứ Brest của Pháp đã bị Đức chiếm đóng, đến nơi vào ngày 19 tháng 5.

### Chuyến tuần tra thứ hai
U-648 xuất phát từ Brest vào ngày 1 tháng 7 cho chuyến tuần tra thứ hai, và đã hướng xuống phía Nam để hoạt động trong vùng biển Đại Tây Dương ngoài khơi Maroc. Nó không đánh chìm được mục tiêu nào, và quay trở về cảng St. Nazaire cùng bên bờ Đại Tây Dương của Pháp vào ngày 10 tháng 8.

### Chuyến tuần tra thứ ba – Mất tích
U-648 có một chuyến đi kéo dài bốn ngày từ cảng St. Nazaire vào cuối tháng 9, trước khi khởi hành từ đây vào ngày 9 tháng 10 cho chuyến tuần tra thứ ba, cũng là chuyến cuối cùng, để hoạt động tại vùng biển giữa Bắc Đại Tây Dương. Vào ngày 20 tháng 11, trong lúc theo dõi Đoàn tàu SL-139/MKS-30, nó bị một thủy phi cơ Short Sunderland thuộc Liên đội 422 Không quân Hoàng gia Canada tấn công, nhưng hỏa lực phòng không của chiếc tàu ngầm đã bắn rơi chiếc máy bay. Sang ngày hôm sau 21 tháng 11, chiếc U-boat lại bị một chiếc B-24 Liberator trang bị đèn Leigh thuộc Liên đội 53 RAF tấn công, và một lần nữa chiếc tàu ngầm lại bắn rơi kẻ tấn công.
U-648 báo cáo qua vô tuyến về căn cứ lần cuối cùng vào ngày 22 tháng 11 ở vị trí khoảng 45°09′B 19°45′T / 45,15°B 19,75°T, và sau đó hoàn toàn mất liên lạc. Con tàu được cho là đã mất với tổn thất toàn bộ 50 thành viên thủy thủ đoàn trên tàu.
Trước đây có nguồn cho rằng U-648 bị các tàu frigate HMS Bazely, HMS Blackwood và HMS Drury của Hải quân Hoàng gia Anh thả mìn sâu đánh chìm tại tọa độ 45°09′B 19°45′T / 45,15°B 19,75°T vào ngày 23 tháng 11, 1943. Đợt tấn công này thực ra nhắm vào các tàu ngầm U-424, U-714 và U-843, nhưng không gây ra hư hại nào.

### "Bầy sói" tham gia
U-648 từng tham gia bảy bầy sói:
- Meise (25 - 27 tháng 4, 1943)
- Star (27 tháng 4 - 4 tháng 5, 1943)
- Fink (4 - 6 tháng 5, 1943)
- Siegfried (25 - 27 tháng 10, 1943)
- Siegfried 3 (27 - 30 tháng 10, 1943)
- Jahn (30 tháng 10 - 2 tháng 11, 1943)
- Tirpitz 5 (2 - 8 tháng 11, 1943)
- Eisenhart 10 (9 - 10 tháng 11, 1943)
- Eisenhart 8 (10 - 11 tháng 11, 1943)
- Eisenhart 7 (11 - 15 tháng 11, 1943)
- Schill 2 (17 - 22 tháng 11, 1943)
- Weddigen (22 - 23 tháng 11, 1943)